# Lilydale (Minnesota)
Lilydale es una ciudad ubicada en el condado de Dakota en el estado estadounidense de Minnesota. En el Censo de 2010 tenía una población de 623 habitantes y una densidad poblacional de 278,08 personas por km².

## Geografía
Lilydale se encuentra ubicada en las coordenadas 44°54′32″N 93°7′51″O / 44.90889, -93.13083. Según la Oficina del Censo de los Estados Unidos, Lilydale tiene una superficie total de 2.24 km², de la cual 1.49 km² corresponden a tierra firme y (33.41%) 0.75 km² es agua.

## Demografía
Según el censo de 2010, había 623 personas residiendo en Lilydale. La densidad de población era de 278,08 hab./km². De los 623 habitantes, Lilydale estaba compuesto por el 95.51% blancos, el 1.28% eran afroamericanos, el 0% eran amerindios, el 2.25% eran asiáticos, el 0% eran isleños del Pacífico, el 0.32% eran de otras razas y el 0.64% pertenecían a dos o más razas. Del total de la población el 0.8% eran hispanos o latinos de cualquier raza.